# Databeskyttelsesdirektivet
Databeskyttelsesdirektivet refererer til "Europa-Parlamentet og Rådets direktiv 95/46/EF af 24. oktober 1995 om beskyttelse af fysiske personer i forbindelse med behandling af personoplysninger og om fri udveksling af sådanne oplysninger". Databeskyttelsesdirektivet bliver ophævet når Persondataforordningen træder i kraft 25. maj 2018.